# Gottfried Locher (Maler)
Gottfried Locher (* 13. Januar 1735 (Taufdatum) in Mengen; † 28. Juli 1795 in Freiburg im Üechtland) war ein aus Schwaben stammender Schweizer Zeichner, Radierer, Kunstmaler und Freskant. Locher, der mitunter unter die Schweizer Kleinmeister eingereiht wird, gilt mit seinem breitgefächerten Werk als der bedeutendste Künstler der Westschweiz am Übergang vom Rokoko zum Klassizismus.

## Leben und Wirken

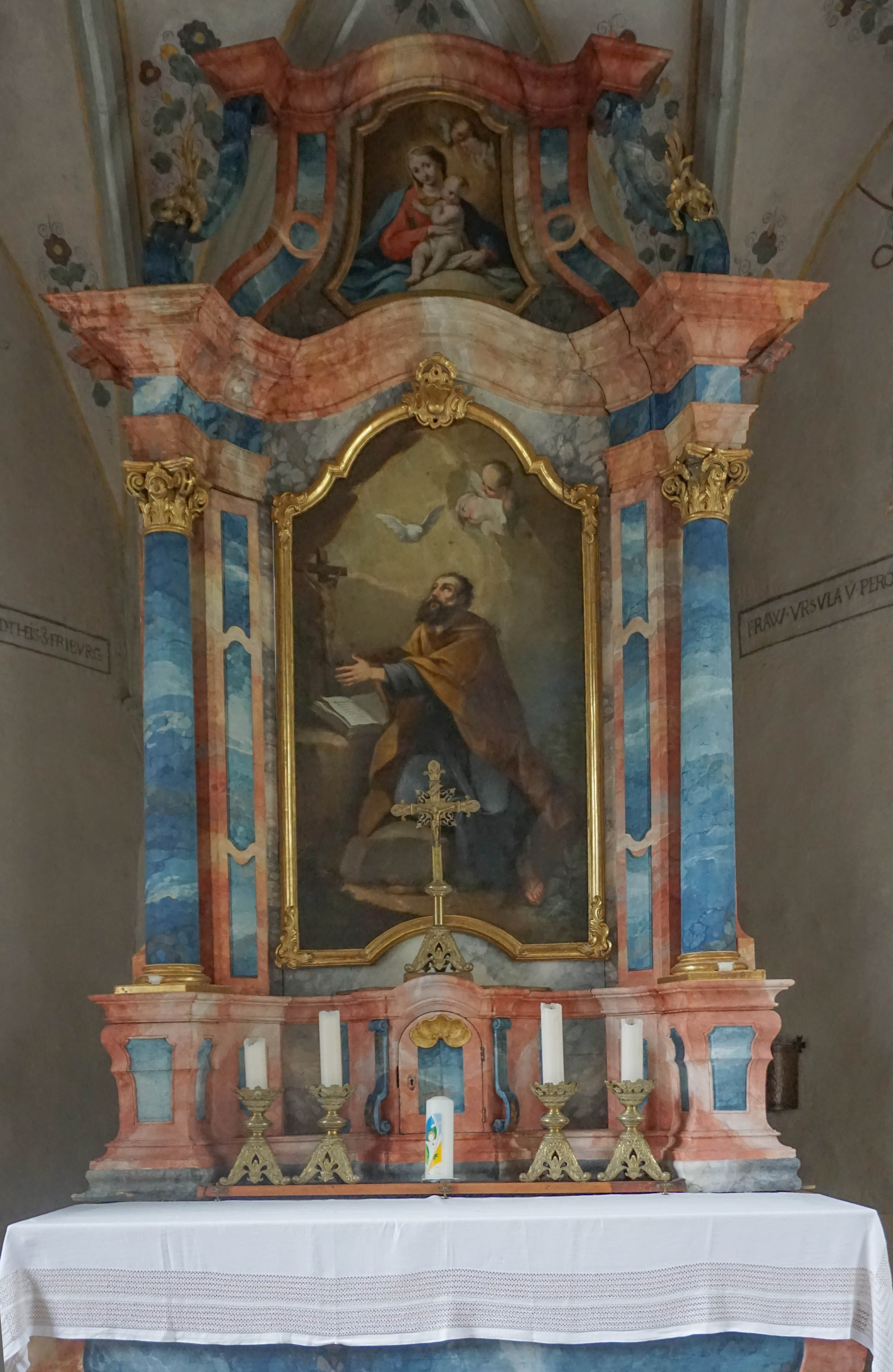
Altar der Beatuskapelle Sensebrücke, Beatus und Maria

Gottfried Locher wurde 1735 in Mengen als Sohn des dortigen Malers Wunibald Locher geboren. Die erste künstlerische Ausbildung erfolgte durch den Vater, der von einer bescheidenen Reputation war. Auch Johann Georg Vollmar und Franz Anton Rebsamen kommen als Ausbilder in Schwaben in Betracht. 1755 flüchtete Gottfried Locher vor der Einziehung in das Militär nach Freiburg i. Üe., wo er sich nach seiner Aufnahme in die dortige Bürgerschaft 1759 dauerhaft etablieren konnte.

Aquarell: Bauern ums Haus; Zwei Berner Milchmädchen, das eine mit dem Zweiradkarren, das andere mit Holzgefäss in der Hand und einem Korb auf dem Kopf. Direkt hinter ihnen ein Verkaufladen, im Hintergrund ein Dorf.

Gottfried Locher war zunächst Mitarbeiter im Atelier seines Landsmannes Franz Josef Sautter. Er wurde 1759 in die Freiburger Lukasbruderschaft aufgenommen. Bis zu seinem Tod wirkte er als Zeichner, Radierer, Porträt-, Altarbild- und Kirchenmaler. Er stattete Kirchen, profane Bauten und als Hofmaler seiner Excellenzen auch Freiburger Regierungsgebäude mit Fresken aus. Die Decke des Freiburger Grossratssaals malte er 1776 mit dem Wagen der Wagen der Republik aus.
In Zusammenarbeit mit Christian von Mechel gilt er als Erfinder und Wegbereiter der Schweizer Trachtendarstellungen. Großen Erfolg hatten 1775 seine aquarellierten Radierungen Les trois Graces und Les trois Bachus. Für Mechel zeichnete er 1774 die Vorlagen für die Kupferstiche des Schweizer Naturarztes Michael Schüppach, dessen Frau Marie Flückinger und der Langnauer Spitalanlage. Das Bildnis des Michael Schüppach wurde von Johann Kaspar Lavater in den Physiognomischen Fragmenten übernommen. Locher gelangte trotz hervorragender Leistungen in der Porträtmalerei nicht in den engeren Künstlerkreis um Lavater.
Gottfried Locher verstarb 1795 in Freiburg i. Üe. Aus der Ehe mit Marie-Françoise Rotzer stammten 17 Kinder. Die Söhne François (1765–1799) und Jean-Emmanuel (1769–1840) wurden ebenfalls nach einer Ausbildung und einer Tätigkeit im väterlichen Atelier Kunstmaler.

## Werke
- Deckenfresken im Salon des Hauses Reyff de Cusy, Freiburg i. Üe., 1760/1761.
- Deckenfresken im Salon, Schloss Jetschwil, 1765.
- Der heilige Michael, Hauptaltarblatt der Kirche St. Michael in Freiburg i. Üe., unter der Beteiligung von Sautter, 1768.
- Christus am Kreuz zur neunten Stunde, Hauptaltarblatt der Kapuzinerkirche in Freiburg i. Üe., 1772.
- Bildnisse des Naturarztes Michael Schüppach und dessen Frau, Vorlagen für den Verlag Christian von Mechels, 1774.
- Les trois graces de Gouguisberg, Vorlage für den Verlag Christian von Mechels, 1775.
- Les trois bachus de Morat, Vorlage für den Verlag Christian von Mechels, 1775.
- Franciscus Petrus Delley, Brustbild in Öl, 1775.
- Der Wagen der Republik, Deckenfresko im Grossratssaal in Freiburg i. Üe., 1776–1777 und 1785.
- Fresken im Schiff der Liebfrauenkirche in Freiburg i. Üe., 1786.